# Коровиков, Валентин Иванович
Валентин Иванович Коровиков (18 июня 1924, Москва — 2010) — советский и российский журналист, путешественник. Корреспондент газеты «Правда» в Африке, Индии. Посетил свыше сотни разных стран, автор книг «Гамбия» (1971), «Эфиопия — годы революции» (1979), «Оазис в океане. Путешествие по Сейшельским островам» (1983). Кандидат философских наук	(1953).

## Биография
В 1941	году ушёл добровольцем в московское ополчение. Старший лейтенант. Воинская часть: 771 стрелковый полк 137 стрелковой дивизии Прослужил два месяца, был тяжело контужен. Дата завершения службы: декабрь 1942 По выздоровлении получил инвалидность и отправлен на Камчатку в геодезическую часть. Работал помощником капитана на сейнере, электриком на шахте. Вернулся с Дальнего Востока в Москву.
В 1945 году поступил на философский факультет МГУ. В 1953 году защитил кандидатскую диссертацию на тему: «Критика теоретических основ и социологических теорий современной буржуазной географии».
В 1954 году был уволен из МГУ.
Научно-контрольный редактор энциклопедического издания «Краткая географическая энциклопедия» (1960—1966).
С 1964 года — журналист-международник в «Правде».

## Тезисы о природе философии
В апреле 1954 года Валентин Коровиков вместе с коллегой по факультету, впоследствии крупнейшим советским философом Эвальдом Ильенковым, выступил с тезисами «К вопросу о взаимосвязи философии и знаний о природе и обществе в процессе их исторического развития». По мнению Ильенкова и Коровикова, философия не должна претендовать на решение проблем специальных наук, она может и должна быть только теорией познания, изучать характер и природу научного знания. «Философия есть наука о научном мышлении, о его законах и формах». Философия представляет собой саморефлексию мышления человека и человечества, отражающую и исследующую логику его собственных действий. Реальный мир охватывается предметом философии как науки только в той мере, в какой он уже нашёл своё идеальное выражение в человеческой мысли.
В феврале—марте 1955 года на философском факультете МГУ проходила проверка «преподавания общественных наук и идейно-воспитательной работы» комиссии отдела науки и культуры ЦК КПСС. В отчёте комиссии тезисы Ильенкова и Коровикова оценивались как «рецидив давно разгромленного и осуждённого партией меньшевиствующего идеализма»; было выяснено, что «у части студентов и аспирантов имеется стремление уйти от насущных практических задач в область „чистой науки“, „чистого мышления“, оторванного от практики, от политики нашей партии. Некоторые студенты признались, что давно не читают газет». После проверки состояния дел на философском факультете МГУ комиссией ЦК КПСС научная позиция Ильенкова и Коровикова была оценена как «извращение философии марксизма».
25 и 29 марта состоялись заседания Учёного совета философского факультета МГУ, на котором обсуждались тезисы Ильенкова и Коровикова. В итоге авторов обвинили в гегельянстве и лишили права преподавания в МГУ. Э. В. Ильенков был отстранён от преподавания>, В. И. Коровиков получил партийный выговор, был уволен из университета и потерял возможность научной работы в философии.

## Основные публикации
- Коровиков В. И. Оазис в океане: Путешествие по Сейшельским островам. — М.: Мысль, 1983. — 144, [32] с.